# Raunak Sadhwani
Raunak Sadhwani (Marathi रौनक साधवानी; * 22. Dezember 2005 in Nagpur) ist ein indischer Schachspieler. Seit 2020 trägt er den Titel Großmeister im Schach.

## Erfolge
Sadhwani erhielt 2015 den Titel Candidate Master und 2017 den Titel FIDE-Meister. Im Juli 2018 wurde dem damals 12-Jährigen schließlich der Titel eines Internationalen Meisters verliehen. Beim Grand Swiss-Turnier im Oktober 2019 auf der Isle of Man konnte Sadhwani die dritte notwendige Norm für den Titel eines Schachgroßmeisters erzielen und ebenso die dafür notwendige Elo-Marke von 2500 überschreiten. Der Titel wurde ihm offiziell im Februar 2020 vergeben.
Bei der Schacholympiade 2022, die in Indien nahe der Stadt Chennai stattfand, war Sadhwani Teil der zweiten indischen Mannschaft und belegte mit ihr in der Abschlusstabelle den dritten Platz.
Im November 2023 schaffte Sadhwani es erstmals in die Top 100 der vom Weltschachbund FIDE veröffentlichten Weltrangliste. Ein Jahr später, im November 2024, zählte er zudem zum ersten Mal zu den weltweit besten 50 gelisteten Spielern.